# Westdeutsches Wintersport-Museum

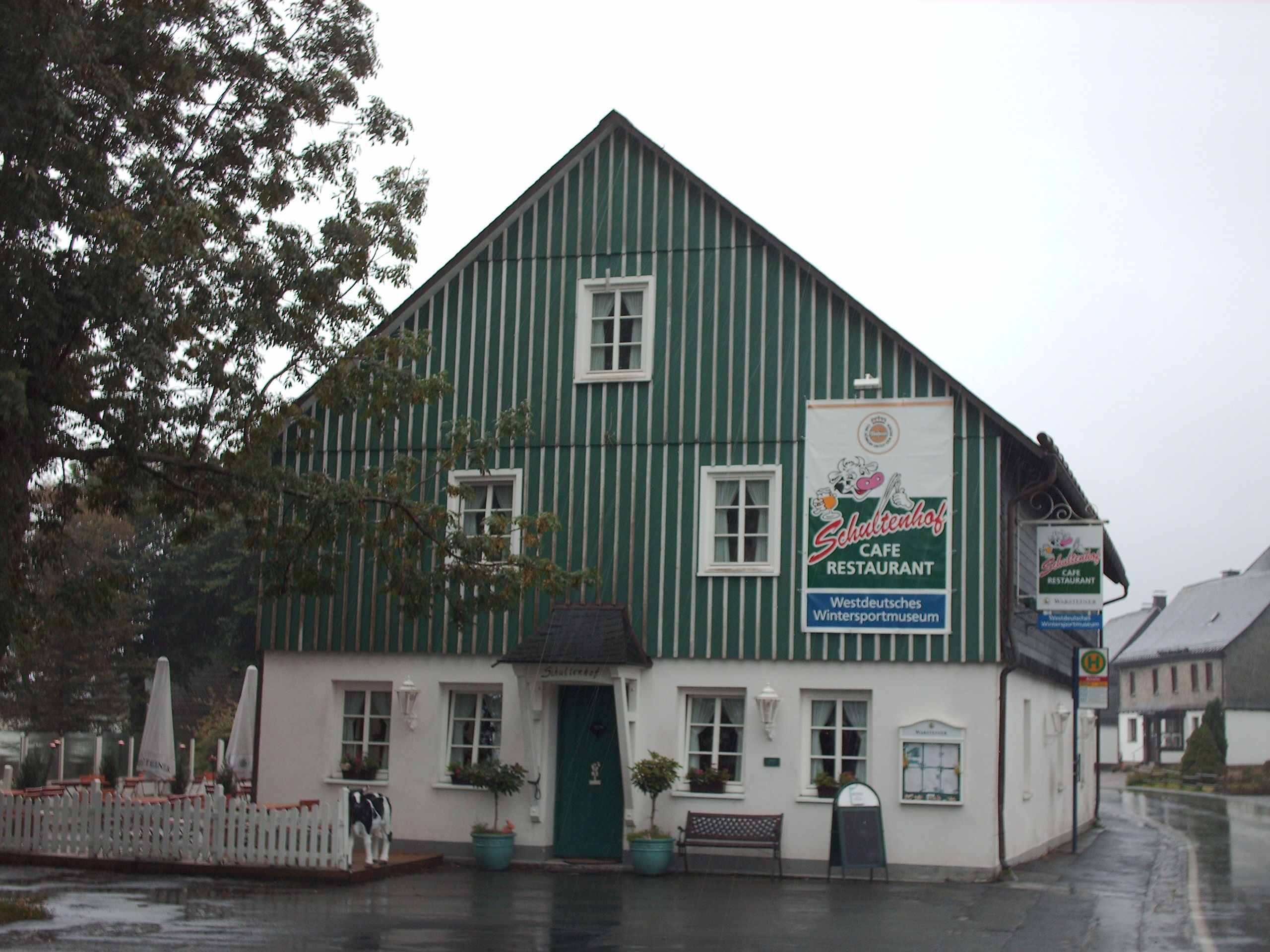
Im Schultenhof ist das Museum untergebracht.

Das Westdeutsche Wintersport-Museum im Winterberger Stadtteil Neuastenberg beschäftigt sich auf einer Fläche von etwa 250 m² mit der Geschichte des Wintersports im Sauerland. 
Dokumentiert werden unter anderem die Entwicklung des Skis von den ersten Holzschiern bis zu modernen Kunststoff-Varianten, der Schiausrüstung und das Aufkommen des Wintersporttourismus im Hochsauerland. Außerdem wird auch der Bobsport beleuchtet: So sind etwa verschiedene historische Schlitten und Bobs ausgestellt. Eröffnet wurde das Museum 1998 im Schultenhof. 